# Campionat de Catalunya de futbol 1919-1920
La temporada 1919-20 del Campionat de Catalunya de futbol fou la vint-i-unena edició de la competició. Fou disputada la temporada 1919-20 pels principals clubs de futbol de Catalunya.

## Primera Categoria

### Classificació final
| Pos | Equip            | PJ | PG | PE | PP | GF | GC | DG  | Pts | Classificació |
| --- | ---------------- | -- | -- | -- | -- | -- | -- | --- | --- | ------------- |
| 1   | FC Barcelona (C) | 10 | 9  | 1  | 0  | 26 | 5  | +21 | 19  | Campió        |
| 2   | CE Sabadell      | 10 | 5  | 2  | 3  | 12 | 12 | 0   | 12  |               |
| 3   | RCD Espanyol     | 10 | 3  | 4  | 3  | 8  | 8  | 0   | 10  |               |
| 4   | FC Internacional | 10 | 3  | 2  | 5  | 9  | 13 | −4  | 8   |               |
| 5   | CE Europa        | 10 | 2  | 4  | 4  | 10 | 15 | −5  | 8   |               |
| 6   | FC Espanya (O)   | 10 | 1  | 1  | 8  | 4  | 16 | −12 | 3   | Promoció      |

La primera categoria (Primera A) mantingué el format de la temporada anterior. El FC Barcelona es proclama campió. L'Espanya disputa la promoció.

### Resultats finals
- Campió de Catalunya: FC Barcelona
- Classificats per Campionat d'Espanya: FC Barcelona
- Descensos: Cap (l'Avenç perd la promoció davant l'Espanya)
- Ascensos: Cap (l'Avenç perd la promoció davant l'Espanya)

## Segona Categoria
| Pos | Equip                   | PJ | PG | PE | PP | GF | GC | DG  | Pts | Classificació |
| --- | ----------------------- | -- | -- | -- | -- | -- | -- | --- | --- | ------------- |
| 1   | L'Avenç de l'Sport (C)  | 10 | 8  | 0  | 2  | 25 | 6  | +19 | 16  | Campió        |
| 2   | FC Badalona             | 10 | 7  | 2  | 1  | 27 | 10 | +17 | 16  |               |
| 3   | Terrassa FC             | 10 | 7  | 2  | 1  | 24 | 11 | +13 | 16  |               |
| 4   | CE Júpiter              | 10 | 3  | 0  | 7  | 8  | 26 | −18 | 6   |               |
| 5   | CS de Sants             | 10 | 2  | 0  | 8  | 14 | 24 | −10 | 4   |               |
| 6   | Atlètic de Sabadell (R) | 10 | 1  | 0  | 9  | 6  | 27 | −21 | 2   | Promoció      |

La segona categoria (Primera B) mantingué el format de la temporada anterior. Avenç, Terrassa i Badalona van quedar empatats al capdavant del campionat i van haver de disputar tres partits per decidir el campió:
| Avenç de l'Sport | 6 - 1 | FC Terrassa |
| ---------------- | ----- | ----------- |
|                  |       |             |

 camp del FC Espanya, Barcelona
| Avenç de l'Sport | 3 - 0 | FC Badalona |
| ---------------- | ----- | ----------- |
|                  |       |             |

 camp del FC Internacional, Barcelona
| FC Badalona | 2 - 2 | FC Terrassa |
| ----------- | ----- | ----------- |
|             |       |             |

 camp del CE Europa, Barcelona
L'Avenç de l'Sport es proclama campió de Primera B i es classifica per disputar la promoció davant el FC Espanya:
| FC Espanya  | 2 - 0 | Avenç de l'Sport |
| ----------- | ----- | ---------------- |
| Díaz · Díaz |       |                  |

| FC Espanya | 0 - 0 | Avenç de l'Sport |
| ---------- | ----- | ---------------- |
|            |       |                  |

El FC Espanya manté la categoria. L'Atlètic de Sabadell disputa la promoció per evitar el descens.

## Tercera Categoria
El campionat de tercera categoria (anomenat de Segona Categoria) es disputà, com els anys anteriors, dividit en grups segons criteris regionals.
A la demarcació de Barcelona en foren campions els clubs Hospitalenc, Cortsenc, EC Granollers, Iluro i Martinenc. Aquests cinc clubs s'enfrontaren posteriorment en una lligueta on el Martinenc es proclamà campió de la tercera categoria seguit per Iluro, segon, i EC Granollers, tercer, i disputà la promoció d'ascens enfront l'Atlètic de Sabadell.
| Atlètic FC de Sabadell | 0 - 4 | FC Martinenc |
| ---------------------- | ----- | ------------ |
|                        |       |              |

 Camp del FC Espanya, Barcelona
El FC Martinenc assoleix l'ascens de categoria i l'Atlètic de Sabadell la perd.
A la demarcació de Tarragona el Reus Deportiu es proclamà campió en derrotar el Gimnàstic de Tarragona per 4 gols a 2.
A la demarcació de Girona es proclamà campió l'Ateneu Deportiu Guíxols.
Reus, Guíxols i Martinenc s'enfrontaren per determinar el campió de Catalunya de tercera categoria. El FC Martinenc es proclamà campió.
| FC Martinenc | 10 - 0 | Reus Deportiu |
| ------------ | ------ | ------------- |
|              |        |               |

 Camp del FC Espanya, Barcelona
| Reus Deportiu | (c/p) | Ateneu Deportiu Guíxols |
| ------------- | ----- | ----------------------- |
|               |       |                         |

 Camp del FC Barcelona, Barcelona
| FC Martinenc | 3 - 0 | Ateneu Deportiu Guíxols |
| ------------ | ----- | ----------------------- |
|              |       |                         |

 Camp del FC Barcelona, Barcelona